# Mikael Backlund
Mikael Backlund (ur. 17 marca 1989 w Västerås) – szwedzki hokeista, reprezentant Szwecji.

## Kariera
- Västmanland (2003-2005)
- Västerås U16 (2003-2005)
- Västerås J18 (2004-2007)
- Västerås J20 (2005-2008)
- VIK Västerås (2005-2009)
- Calgary Flames (2008-)
  -  Kelowna Rockets (2008-2009)
  -  Abbotsford Heat (2009-2010)
  -  Västerås (2012-2013)

Wychowanek klubu VIK Västerås. W drafcie NHL z 2007 został wybrany przez Calgary Flames. W drużynie zadebiutował 8 stycznia 2009 i był to jego jedyny mecz w sezonie 2008/2009. w drużynie ponownie występuje od stycznia 2010. Od tego czasu jest stale zawodnikiem Flames, jednocześnie wielokrotnie przekazywany do klubów farmerskich, Kelowna Rockets i Abbotsford Heat. W lipcu 2012 przedłużył kontrakt z klubem o rok. Od października 2012 do stycznia 2013 na okres lokautu w sezonie NHL (2012/2013) związany kontraktem z macierzystym klubiem VIK Västerås HK. W lipcu 2013 przedłużył kontrakt z Falmes o dwa lata, a w lutym 2018 o sześć lat.
Uczestniczył w turniejach mistrzostw świata w 2010, 2011, 2014, 2016, 2018, Pucharu Świata 2016.

## Sukcesy i nagrody

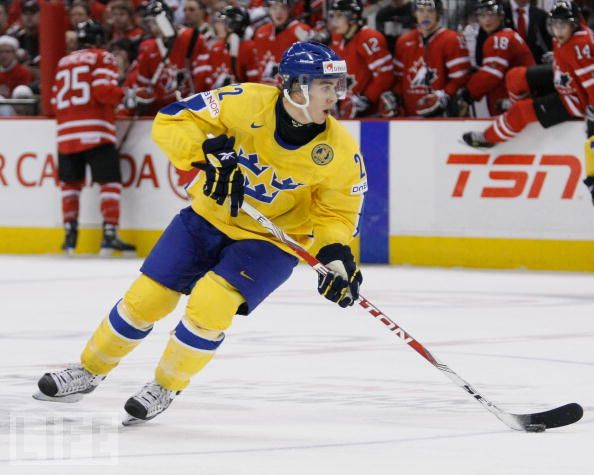
Mikael Backlund w barwach juniorskiej reprezentacji Szwecji na Mistrzostwach Świata 2009

Reprezentacyjne
- Brązowy medal mistrzostw świata juniorów do lat 18: 2007
- Srebrny medal mistrzostw świata juniorów do lat 20: 2008, 2009
- Brązowy medal mistrzostw świata: 2010, 2014
- Srebrny medal mistrzostw świata: 2011
- Złoty medal mistrzostw świata: 2018

Klubowe
- Srebrny medal TV-Pucken: 2005
- Ed Chynoweth Cup / Mistrzostwo WHL: 2009 z Kelowna Rockets

Indywidualne
- TV-Pucken 2004/2005:
  - Pierwsze miejsce w klasyfikacji +/-: +13
- TV-Pucken 2005/2006:
  - Pierwsze miejsce w klasyfikacji strzelców: 11 goli
  - Pierwsze miejsce w klasyfikacji kanadyjskiej: 17 punktów
- J20 SuperElit 2005/2006:
  - Pierwsze miejsce w klasyfikacji kanadyjskiej wśród juniorów do lat 17: 31 punktów
  - Najbardziej Wartościowy Zawodnik (MVP) turnieju Mac
  - Sven Tumbas Stipendium - najlepszy napastnik TV-Pucken
- Mistrzostwa świata do lat 18 w hokeju na lodzie mężczyzn 2007/Elita:
  - Pierwsze miejsce w klasyfikacji strzelców turnieju: 6 goli[5]
  - Jeden z trzech najlepszych zawodników reprezentacji na turnieju[6]
- Mistrzostwa Świata Juniorów w Hokeju na Lodzie 2009/Elita:
  - Jeden z trzech najlepszych zawodników reprezentacji
- Western Hockey League 2008/2009:
  - Pierwsze miejsce w klasyfikacji strzelców w fazie play-off: 13 goli
- Mistrzostwa Świata w Hokeju na Lodzie 2018/Elita:
  - Jeden z trzech najlepszych zawodników reprezentacji w turnieju[7]